# Alejandro Palacios
Miguel Alejandro Palacios Redorta (Città del Messico, 6 marzo 1981) è un ex calciatore messicano, di ruolo portiere.

## Biografia
È fratello gemello di Marco Antonio Palacios, suo compagno di squadra nei Pumas, e con lui condivide il soprannome di Pikolín, dovuto al fatto che da piccoli avevano giocato in un torneo locale per una squadra chiamata Los Pikolines.

## Carriera
Dopo aver fatto la trafila delle giovanili nei Pumas, viene aggregato alla prima squadra nel 2003 come terzo portiere, alle spalle di Sergio Bernal ed Esdras Rangel. Il suo debutto avviene il 17 maggio 2003, nell'ultima partita del torneo di Clausura contro il Morelia, in cui subisce un goal.
Nelle seguenti stagioni viene promosso al rango di secondo portiere come vice di Bernal, ruolo che occuperà sino al ritiro di quest'ultimo, al termine dell'Apertura 2010. Gioca altre 8 partite, tra cui una nell'Apertura 2004 in cui i Pumas perdono per 1-5 contro i Chivas.
In seguito al ritiro di Bernal, diviene il portiere titolare della squadra, vincendo subito il torneo di Clausura nel 2011. Gioca tutte le partite del torneo e subisce solo 13 reti nel campionato. Viene confermato come titolare per la stagione successiva.
Alla settima giornata del torneo di Clausura 2012 si rende protagonista di un'eccellente partita, salvando la sua squadra dalla sconfitta nello stadio del Cruz Azul con un intervento decisivo allo scadere su Omar Bravo.

## Statistiche

### Presenze e reti nei club
| Stagione  | Squadra | Campionato | Campionato | Campionato | Coppe nazionali | Coppe nazionali | Coppe nazionali | Coppe continentali | Coppe continentali | Coppe continentali | Totale | Totale |
| Stagione  | Squadra | Comp       | Pres       | Reti       | Comp            | Pres            | Reti            | Comp               | Pres               | Reti               | Pres   | Reti   |
| --------- | ------- | ---------- | ---------- | ---------- | --------------- | --------------- | --------------- | ------------------ | ------------------ | ------------------ | ------ | ------ |
| 2002-2003 | Pumas   | PD         | 1          | -1         | CdC             | -               | -               | -                  | -                  | -                  | 1      | -1     |
| 2003-2004 | Pumas   | PD         | -          | -          | CdC             | -               | -               | -                  | -                  | -                  | -      | -      |
| 2004-2005 | Pumas   | PD         | 2          | -7         | -               | -               | -               | CCC                | -                  | -                  | 2      | -7     |
| 2005-2006 | Pumas   | PD         | -          | -          | -               | -               | -               | CL+CS              | -                  | -                  | -      | -      |
| 2006-2007 | Pumas   | LA         | 4          | -3         | -               | -               | -               | -                  | -                  | -                  | 4      | -3     |
| 2007-2008 | Pumas   | LA         | 19         | -24        | IL              | 3               | -3              | -                  | -                  | -                  | 22     | -27    |
| 2008-2009 | Pumas   | LA         | 17         | -10        | -               | -               | -               | CCL                | 5                  | -3                 | 22     | -13    |
| 2009-2010 | Pumas   | PD+LA      | 6+9        | -1-8       | -               | -               | -               | CCL                | 5                  | -4                 | 20     | -13    |
| 2010-2011 | Pumas   | PD+LA      | 27+1       | -24-1      | -               | -               | -               | SL                 | 1                  | -2                 | 29     | -27    |
| 2011-2012 | Pumas   | PD         | 20         | -27        | -               | -               | -               | CCL                | -                  | -                  | 20     | -27    |
| Totale    | Totale  | Totale     | 106        | -106       |                 | 3               | -3              |                    | 11                 | -9                 | 120    | -118   |

## Palmarès

### Club
- Campionato messicano: 4

Pumas UNAM: Clausura 2004, Apertura 2004, Clausura 2009, Clausura 2011
- Campeón de Campeones: 1

Pumas UNAM: 2004